# شلايشر إيه إس دبليو 24
شلايشر إيه إس دبليو 24 (بالإنجليزية: Schleicher ASW 24)‏ هي طائرة شراعية، عالية الأداء، وبمقعد واحد. أنتجت في 1988 بألمانيا. من صناعة شلايشر. كان أول طيران لها في 1987. صنع منها 249 طائرة، وسعر الطائرة الواحدة منها هو 40,000-50,000 دولار.